# Halldórr skvaldri
Halldórr skvaldri (del nórdico antiguo: Halldórr el Hablador) fue un escaldo de Islandia que vivió en la primera mitad del siglo XII.
Halldórr cantó el Útfarardrápa acerca de las hazañas de Sigurd I de Noruega durante su viaje a Tierra Santa. Tras la muerte de Sigurd, probablemente sirvió a Magnus IV de Noruega.
Compuso poemas para nueve poderosos nobles, entre ellos el jarl sueco Sone Ivarsson (c. 1107), Karl Sönason (c. 1137), Sverker I de Suecia (c. 1150) y Jon Jarl.